# Profabril
A Profabril é a principal empresa independente de engenharia com sede em Portugal, capaz de fornecer serviços de consultoria multi-disciplinares para qualquer tipo de projectos de investimento. A empresa foi constituída em 1963 com origem no Centro de Projectos da CUF, ao tempo um dos maiores conglomerados industriais e financeiros ibéricos. Entre 1975 e 1993 a empresa esteve na esfera do IPE, sendo privatizada em Julho de 1993. Desde 1984 tem sido regularmente incluída pela "Engineering News Record" entre as 200 maiores empresas de engenharia a nível global.
A empresa está registada no Banco Mundial, no Banco Europeu para a Reconstrução e Desenvolvimento, Fundos da União Europeia (FED, TACIS, ISPA, PHARE), Banco Inter-Americano de Desenvolvimento, Banco Africano de Desenvolvimento, UNDP, UNIDO, CDI, FAO, Fundo do Abu Dhabi, Fundo do Kuwait e outras importantes instituições financeiras internacionais.